# كولين بيتير فيلد
كولين بيتر فيلد (ولد في 17 مايو 1961 في الرجبي، غرب ميدلاندز، إنجلترا) هو نادل ومؤلف تم تصنيفه كأفضل نادل في العالم من قبل مجلات فوربس وترافيل + ليجر. وهو رئيس النوادل في بار همنغواي في فندق ريتز باريس الذي صوت كأفضل حانة  في العالم من قبل فيرتوسو في لاس فيغاس في عام 2016 واخترع العديد من المشروبات، مثل بيكاسو مارتيني، هايلاند كريم، سيرينديبيتي ومارتيني النظيف. وشارك في تدريب الطلاب على تقديم الطعام في فرنسا وسويسرا، وقد قام بتأليف الكتب «كوكتيلز اوف ريتز باريس»، و«الكوكتيلات: قصة بسيطة».

## السيرة (المهنة)
ذكرت مجلة فوربس وترافيل + لجيير أن فيلد هو أفضل نادل في العالم. ذكر فوربس أن فيلد كان أفضل نادل في العالم في أعوام 1997 و 2001 و  2004. ترأس فيلد بار همنغواي في فندق ريتز باريس كنائب رئيس. منذ افتتاحه في عام 1994، على الرغم من إغلاق الفندق للتجديد في عام 2012 وافتتاحه في عام 2016.
حصل ميد على الميدالية الفضية لكأس سكوت للناشئين الفرنسيين في عام 1982 قبل الذهاب إلى الحصول على الميدالية الفضية للحصول على لقب العالم (مارتيني جراند بريكس للنوادل) في نفس العام.
كان أول نادل يُكتَب عنه في النسخة الفرنسية من «من هو من»، في عام  2011. وقد قدم فيلد دورات في الكوكتيل للجمهور في فندق ريتز باريس، حيث يحصل المشاركون على شهادة موقعة من فيلد عند الانتهاء من الدورة، وشارك في تدريب الطلاب على دورات العمل كنوادل ودرجة البكالوريوس في مدرسة سيزار ريتز في مونترو بسويسرا.
في عام 2011 أنشأ فيلد أول دبلومة للنوادل في فرنسا. وهو M.O.F (أفضل نادل في فرنسا). هذا هو B.A.C +2 المستوى 3 من جامعة السوربون. تم تعيين فيلد من قبل مطعم لا مير الفرنسي، الموجود في هونولولو، هاواي، كمستشار في إعادة تصميم بار لا بيريتيف وقائمة مشروباته. تم تطوير قائمة كوكتيل البار من قبل فيلد. أعاد فيلد أيضًا صياغة قائمة المشروبات في ردهة لورس التابعة للمطعم. كما قدم استشارات لفنادق مثل فندق كارليل وفندق ذا مارك في نيويورك.
وقد عمل في مهمات قصيرة أو فعاليات في فندق ريتز، وفندق كونوت، وفندق ذا بومونت، وبراون في لندن، وتاج مومباي، وبيير، وفندق سوري في نيويورك، وفندق ذا بريزيدنت، وفندق إمبيريال في طوكيو، وفندق فيتوريا اسيلسيور في سورينتو، وفندق بيليكانو في بورتو ايركول، فندق توسكاني، وفندق بيكرياني في البندقية (فينيس) وأيضاً القطار السريع VSOE، خلال فترة الإغلاق في فندق ريتز بين عامي 2012 و 2016، كان فيلد مستشارًا ومنظمًا للمناسبات وعمل مع شركة فرنسا للطيران على متن الطائرة A380 و Boeing 777 مما جعل الكوكتيلات في الجو في الدرجة الأولى ودرجة رجال الأعمال إلى نيويورك وهيوستن وميامي، هونغ كونغ وشانغهاي واليابان ومكسيكو سيتي وريو دي جانيرو

## خبير الأمزجة
وقد اخترع فيلد مشروبات مثل بيكاسو مارتيني، التي تحتوي على استخدام مكعبات الثلج المصنوعة من الخمر الجافة المجمدة والماء المقطر. اختراع آخر هو مشروب هيدلاند كريم، الذي أنشأه في عام 1982. الصدفة، والتي تشمل الشمبانيا وعصير التفاح والنعناع، من بين أشياء أخرى، هو واحد آخر من اختراعاته. تم اختراع أول مارتيني القذر النظيف في العالم في بار همنغواي في عام  2016.
موسوعة جينيس للأرقام القياسية قيدت فيلد لتحضيره أول أغلى كوكتيل في العالم، اسمه ريتز سيزيتار، الذي كان قد بيع في الأصل مقابل 400 يورو لبدء سباق حول العالم في صنع كوكتيلات أكثر وأكثر تكلفة. تم تحديد كوكتيل ريتز سايد كار بسعر 1500 يورو في عام  2016، وهو ما يقرب من 1,796 دولارًا أمريكيًا في عام 2016. صاحب الرقم القياسي في موسوعة جينيس الآن هو مشروب جويل هيفرنان، ونستون، الذي تم تحضيره  في 7 فبراير 2013 في نادي 23، ملبورن، أستراليا. وكان كوكتيله في عام 2013 يبلغ 12,916 دولارًا أمريكيًا.
كان فيلد أيضاً متحمس حول ملاقط النادل العالمية، التي كانت تستخدم في الأصل ملاقط الجراحين في عام 1994، وكان محرجاً من إستخدامها في ذلك الوقت ولكنه استمر في استخدامها في مسابقات الكوكتيل وخلف حانة همنغواي، حيث حصل على براءة اختراع نزع من ملاقط الكوكتيل في فرنسا.

## الجوائز
في عام 1983 في بطولة العالم مارتيني، فاز بالميدالية الفضية لفرنسا والميدالية الفضية لكأس اسكتلندا في فرنسا.

## الكتاب
«الكوكتيل من ريتز باريس» هو كتاب مصور يغطي مختلف الكوكتيلات، وإعدادها وتاريخها. كتبت كيت موس، وهي صديقة شخصية لفيلد، مقدمة كتاب فيلد. موس هي زبونة منتظمة في بار همنغواي.

## المنشورات
- كوكتيلات ريتز باريس. سيمون وشوستر. 2003. ISBN 0743247523

الكوكتيلات: قصة بسيطة. طبعات مارتيني، 2010.